# گروه فلسطین
گروه فلسطین یک گروه کوچک مارکسیستی بود که برای مبارزه با رژیم پهلوی تشکیل شد.
این گروه شامل چند محفل روشنفکری و دانشجویی بود و اعضای آن را عمدتاً دانشجویان تشکیل می‌دادند که در آغاز دهه ۱۳۴۰ ملی‌گرا بودند اما در نیمه دهه به مارکسیسم گرویدند. گروه در ابتدا تمایلات مائوئیستی داشت و مبارزه مسلحانه را بر پایه الگوی چینی پذیرفته بود.
گروه فلسطین تحت تأثیر جنبش‌های مسلحانه در منطقه بر آن شد که با اعزام افرادی به پایگاه‌های سازمان‌های مبارز فلسطینی در عراق و لبنان برای گذراندن دوره‌های چریکی، خود را برای ایجاد کانون‌های مبارزه مسلحانه در ایران آماده سازد. (از این رو گروه فلسطین نام گرفت). از اعضای برجسته گروه: حسین ریاحی، ناصر کاخساز، شکرالله پاک‌نژاد
گروه در تظاهرات مربوط به تشییع جنازه تختی فعال بود و مشغول تدارک عمل مسلحانه بود که در سال ۱۳۴۸ توسط ساواک کشف شد. از سویی تلاش گروه برای گرفتن کمک از چین ناکام ماند و کسانی که برای کمک فرستاده شده بودند هنگام عبور از مرز لو رفتند. اعضای دستگیر شده محاکمه و به زندان‌های بلند مدت محکوم شدند و بقیه برای تجدید سازمان از کشور گریختند.
در دهه ۱۳۵۰ اعضای این گروه به گروه‌های دیگر با وابستگی‌های تئوریک مختلف پیوستند.
در سال ۱۳۵۲ بقایای گروه فلسطین به رهبری حسین ریاحی به سازمان انقلابیون کمونیست (م – ل) پیوست.